# 개소겡
개소겡(학명: Odontamblyopus lacepedii)은 한국·중국·일본의 갯벌 및 간석지에 서식하는 바닷물고기로 망둑어목에 속한다. 주로 건어물로서 식용된다. 대갱이라고도 불린다.
전라남도의 대갱이가 맛의 방주에 등재되어 있다.